# 1601
1601 (MDCI) var ett normalår som började en måndag i den gregorianska kalendern och ett normalår som började en torsdag i den julianska kalendern.

## Händelser

### Juni
- 17 juni – Svenskarna besegras av polackerna i slaget vid Kokenhusen.

### Augusti
- 16 augusti – Olaus Martini vigs till ny svensk ärkebiskop.

### December
- 24 december – Slaget vid Kinsale utkämpas i Irland.

### Okänt datum
- William Shakespeares pjäs Hamlet har enligt många forskare urpremiär på Globeteatern i London.
- Hungersnöd dödar nästan halva Estlands befolkning efter en regning sommar.

## Födda
- 22 april – Karl Filip, hertig av Södermanland, son till Karl IX och Kristina av Holstein-Gottorp.[1]
- 17 augusti – Pierre de Fermat, fransk matematiker.
- 13 september – Axel Urup, dansk krigare.
- 22 september – Anna av Österrike, fransk drottning.
- 27 september – Ludvig XIII, kung av Frankrike 1610–1643.
- 14 november – Jean Eudes, fransk romersk-katolsk präst, missionär och ordensgrundare samt sedermera helgon.

## Avlidna
- 12 maj –  Anna III av Stolberg, tysk abbedissa.
- 24 oktober – Tycho Brahe, dansk astronom.
- Oktober – Nils Göransson Gyllenstierna, svensk friherre, riksråd, rikskansler 1560–1590 och riksdrots 1590–1595.
- Domingo de Ulloa, biskop i Michoacán, Mexiko.

### Fotnoter
1. ↑  Det hände i dag